# Ivan Parík
Ivan Parík (17. srpna 1936 Bratislava – 2. března 2005 Bratislava) byl slovenský hudební skladatel a pedagog.

## Život
Maturoval na gymnáziu v Bratislavě v roce 1953. Již během studia na gymnáziu studoval soukromě kompozici u Alexandra Albrechta. Pokračoval na bratislavské konzervatoři, kde jeho učitelem kompozice byl Andrej Očenáš a dirigování Kornel Schimpl. Studium završil v roce 1962 na Vysoké škole múzických umění u Alexander Moyzese.
Od roku 1959 pracoval jako dramaturg v Československé televizi v Bratislavě. Po absolvování VŠMU se na této škole stal učitelem hudební teorie a kompozice a v letech 1984–1994 vedl Katedru hudební teorie. V roce 1990 byl jmenován profesorem a roku 1994 se stal rektorem Vysoké školy múzických umění v Bratislavě. Od roku 2003 až do své smrti v roce 2005 působil jako vedoucí Katedry hudební výchovy Pedagogické fakulty Univerzity Konštantína Filozofa v Nitře.

## Dílo
Ve svých počátcích bylo dílo Ivana Paríka ovlivněno tvorbou Claude Debussyho, Paula Hindemitha a Bély Bartóka. Později se inspiroval skladbami poválečně avantgardy, zejména Antona Weberna. Zasáhl výrazně i do vývoje elektroakustické hudby.

### Orchestrálnískladby
- Predohra pre veľký orchester (1962)
- Hudba k baletu Štyri fragmenty pre veľký orchester (1968)
- Fragmenty (suita z baletu 1969)
- Musica pastoralis pre veľký orchester (1984)
- Musica festiva (1981)
- Triptych. Kontemplácia nad básňami Jacopone da Todiho pre soprán a orchester (2003)
- Hudba pre flautu, violu a orchester (1987)

### Komorní hudba
- Sonáta pre flautu (1962)
- Sonáta pre trúbku (1965)
- Sonáta pre violončelo (1967)
- Exercises pre trúbku (1968)
- Sonáta pre husle (1971)
- Sonáta pre hoboj (1973)
- Sonáta pre klarinet (1974)
- Sonáta pre fagot (1975)
- Sonáta pre trúbku (1975)
- Sonáta pre violu (1983)
- Pospevovanie pre flautu (1991)
- Meditácia (1956)
- Jar pre flautu a harfu (1958)
- Pieseň o vysokom starom strome pre violončelo a klavír (1962)
- Epitaf II. pre flautu a gitaru (1976)
- Nocturno pre husle a klavír (1979)
- Duo pre violy (1981)
- Meditácia nad textami Jacopone da Todiho pre flautu a organ (1997)
- Tri rozjímania. Cyklus troch krátkych skladieb pre trúbku in B a organ (1999)
- Epitaf na spôsob improvizácií pre flautu, violu a violončelo (1961)
- Mikroštúdie pre flautu, violu a čembalo (1963)
- Hudba pre troch (1964)
- Quadrofónia pre štyri violončelá (1987)
- Hudba pre štyri sláčikové nástroje (1958)
- Hudba pre Miloša Urbáska pre sláčikové kvarteto (1981)
- Pieseň pre sláčikové kvarteto (1997)

### Klavírní skladby
- Rapsódia pre klavír (1956)
- Tri klavírne skladby (1960)
- Piesne o padajúcom lístí pre klavír (1962)
- Sonáta pre klavír (1966)
- Listy priateľke. Päť drobných skladieb pre klavír (1994)
- Noc pre dva klavíry (1956)

### Varhany
- Missa brevis pre organ (1957 1957, rev. 1999 )
- Pastorale pre organ (1979)
- Kyrie na pamäť Konštantína filozofa pre organ (1997)

### Vokální skladby
- Dve piesne na texty starých japonských básnikov (1959)
- Videné zblízka nad jazerom pre recitátora a 10 nástrojov (1979)
- Dve árie na fragmenty textu Stabat mater pre tenor (soprán) a organ (klavír) (1989)
- Missa brevis (vokálno-inštrumentálna úprava, 2001)
- Meditácia (Ária III.) pre soprán, flautu a organ (2002)
- Dve slovenské ľudové piesne (1960)
- Čas odchodov (Jesenné stádo, Babie leto) (1976–78)
- Missa brevis pre miešaný zbor (1957 1957, rev. 1997)
- Citácie pre miešaný zbor (1964)
- Štúdia pre miešaný zbor (1965)
- Medzi horami pre miešaný zbor (1973)
- Sená. Miešaný zbor na poéziu M. Rúfusa (1982)

### Elektroakustické skladby
- Hommage to William Croft (1969)
- Hudba k vernisáži II (1970)
- Variácie na obrazy Miloša Urbáska (1970)
- In memoriam Ockeghem (1971)
- Sonata-kánon pre violončelo a mg. pás (1971)
- Vežová hudba pre dychové a bicie nástroje (1971)
- Sonata pastoralis (1974)
- Vonku predo dvermi (1974)
- Cantica feralia (1975)
- Pocta Hummelovi (1980)
- Concerto grosso (1991)

Komponoval rovněž hudbu pro rozhlas, televizi a dokumentární film.